# Tapavicza Momcsilló
Tapavicza Momcsilló (szerbül Momčilo Tapavica vagy Момчило Тапавица) (Nádalja, Osztrák–Magyar Monarchia (ma: Szerbia), 1872. október 14. – Póla, Jugoszlávia (ma: Horvátország), 1949. január 10.) szerb nemzetiségű magyar sportoló, teniszjátékos, birkózó, súlyemelő olimpikon, valamint építész.

## Életrajza
Részt vett az 1896-os athéni olimpiai játékokon, ahol bronzérmes lett teniszben, ezzel Magyarország egyetlen olimpiai teniszérmét szerezte, 6. (azaz utolsó) lett a súlyemelésben, kötöttfogású birkózásban pedig negyedik. Bár magyar színekben indult, szerb származású volt, aki Budapesten tanult. Szerbia színeiben 1912-ben indult, így elsőként ő képviselte (nem-hivatalosan) Szerbiát az olimpiákon.

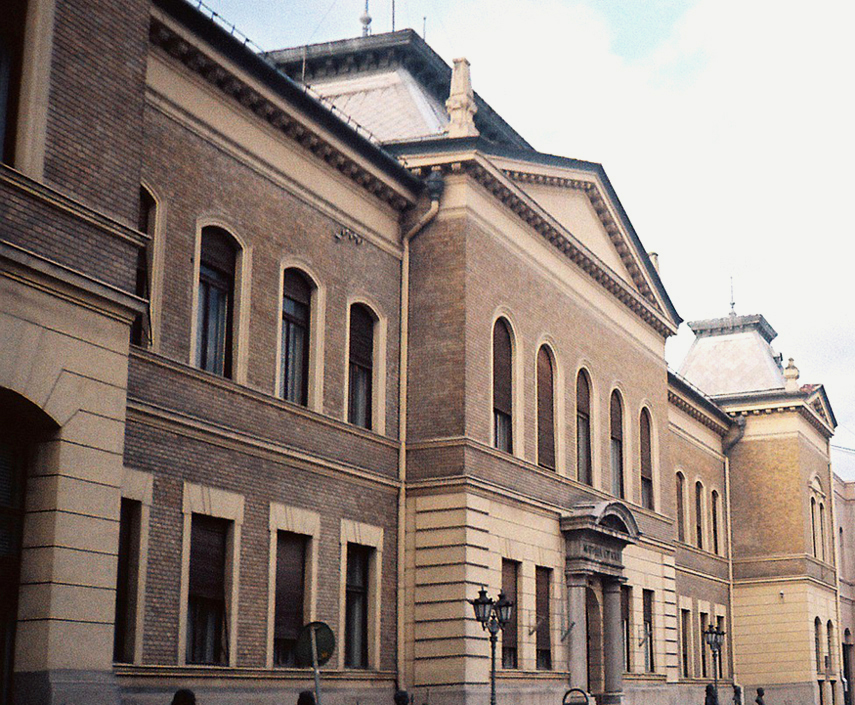
Matica srpska - Újvidék

Sportolói karrierje után építészként dolgozott. Az újvidéki Matica Srpska épületét is ő tervezte.

## Fordítás
Ez a szócikk részben vagy egészben  a   Momcsilló Tapavicza című angol Wikipédia-szócikk ezen változatának fordításán alapul.  Az eredeti cikk szerkesztőit annak laptörténete sorolja fel. Ez a jelzés csupán a megfogalmazás eredetét és a szerzői jogokat jelzi, nem szolgál a cikkben szereplő információk forrásmegjelöléseként.